# SMS Bodrog
Az SMS Bodrog Ausztria-Magyarország egyik Temes-osztályú folyami monitora volt az első világháborúban. A korabeli hírközlések szerint ez a hadihajó adta le az első lövéseket a konfliktus során 1914. július 29-én röviddel éjjeli 01:00 után, mikor két másik monitorral együtt tűz alá vették Belgrád védműveit a Dunáról. A Dunai Flottilla tagjaként harcolt a szerbek és a románok ellen a folyam Belgrádtól a Duna-deltáig terjedő szakaszán. A háború végén a Monarchia utolsó monitora volt, mely Budapest irányába visszavonult, azonban eközben Belgrádtól délre homokzátonyra futott és a szerbek zsákmányul ejtették.
A háború után az újonnan létrejövő Szerb-Horvát-Szlovén Királysághoz, a későbbi Jugoszláviához került, ahol a Száva folyó után nevezték el (Sava). A két világháború között mindvégig szolgálatban állt, bár a költségvetési megszorítások miatt nem volt mindig teljes értékűen hadra fogható. A tengelyhatalmak 1941 áprilisi inváziója idején az 1. monitor-osztályhoz volt beosztva. A Vardar (ex-Bosna) monitorral együtt vízi aknákat telepített a Dunába a szerb-román határ közelében a hadjárat első napjaiban. A két monitor a Luftwaffe gépeinek több támadását is visszaverte, de vissza kényszerültek térni Belgrádba. A magas vízállás és az alacsony hidak miatt a navigálás nehézkes volt és emiatt április 11-én a legénysége elsüllyesztette. A legénységének egy része az Adria déli partjának irányába igyekezett elmenekülni, de őket mind elfogták még a jugoszláv kapituláció előtt. A függetlenné vált Horvátország kiemelte és nevét megtartva állította szolgálatba. 1944. szeptember 8-án ismét saját legénysége süllyesztette el.
A második világháború után újfent kiemelték és 1952–1962 között újra a Jugoszláv Haditengerészet szolgálatában állt. Ezután egy állami tulajdonban lévő vállalathoz került, amit később privatizáltak. 2005-ben a szerb kormányzat korlátolt örökségvédelem alá helyezte, miután civilek azt követelték, hogy múzeumhajóként őrizzék meg, de ekkor még keveset tettek a helyreállítására. 2015-ben a szerb védelmi minisztérium és a belgrádi Hadtörténeti Múzeum megszerezte a hajót, 2019 elejére helyrehozták és 2021 novembere óta úszó múzeumként horgonyoz a Dunán.

## Építése és technikai leírása
A Temes-osztályú folyami monitort a Császári és Királyi Haditengerészet számára építették meg a Ganz Műveknél az osztrák Josef Thiel hajótervező mérnök tervei alapján. A gerincfektetésére 1903. február 14-én került sor. Testvérhajójához, a Temeshez hasonlóan 57,7 m volt a hosszúsága, 9,5 m a szélessége és 1,2 m a normál merülése. A standard vízkiszorítása 440 t volt, a fedélzetén pedig 86 tiszt és sorállományú teljesített szolgálatot. A Bodrog meghajtásáról két darab háromszoros expanziójú gőzgép gondoskodott, melyek egy-egy hajócsavart forgattak meg. A gőzt két Yarrow-típusú vízcsöves kazán szolgáltatta, melyek összteljesítménye 1400 le volt. Tervezett maximális sebessége 13 csomó volt és 62 t szénnek volt hely a raktáraiban.
A fő fegyverzetét két darab 12 cm űrméretű, 35-ös kaliberhosszúságú löveg (12 cm L/35) alkotta, melyeket külön lövegtornyokban helyeztek el. Rendelkezett egy 120 cm-es, 10-es kaliberhosszúságú tarackkal is, mely önálló lövegtalpon kapott helyett, továbbá két 3,7 cm-es löveggel. A Skoda által gyártott ágyúk maximális lőtávolsága 10 km volt, a tarack a 20 kg-os lövedékét 6,2 km távolságra tudta kilőni. Az övpáncélzat, a keresztirányú válaszfalak és a lövegtornyok páncélzata 40 mm vastagságú volt, a fedélzetét pedig 25 mm vastag páncéllemezek borították. A parancsnoki torony páncélvastagsága 75 mm volt.
A Bodrogot 1904. április 12-én bocsátották vízre és 1904. augusztus 2-án adták át a folyami haderőknek, ahol 1904. november 10-én állították szolgálatba.

## Szolgálata

### Első világháború

#### Szerbiai hadjárat

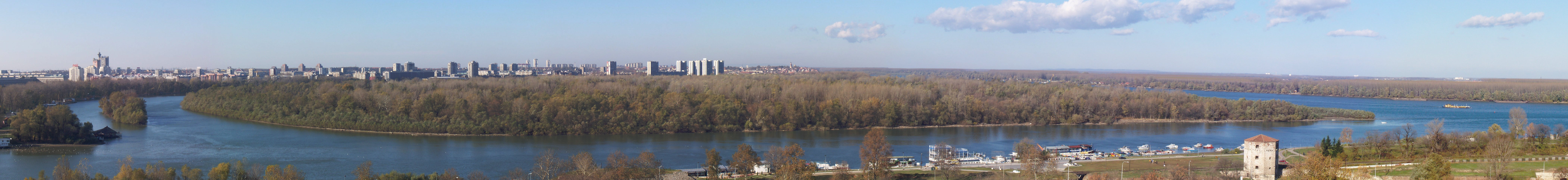
Kilátás a Belgrádi Erődből a Großer Kriegsinsel irányába. 1915 októberében a Bodrog az erőd közelében fedezte a szárazföldi csapatok folyamon való átkelését

A Bodrog a Dunai Flottillához tartozott és a háború kitörésekor a nem sokkal Belgrád felett lévő Zimony volt a támaszpontja. Parancsnoka ekkor Paul Ekl sorhajóhadnagy (Linienschiffsleutnant) volt. A támaszponton három másik monitorral és három járőrhajóval osztozott. Ausztria-Magyarország 1914. július 28-án hadat üzent Szerbiának, röviddel rá, másnap kevéssel hajnali 01:00 után a Bodrog és két másik monitor leadták a háború első lövéseit a Zimony-Belgrád vasútvonal Szávát átívelő hídjának és a Topčider-domb szerb erődítményeire. A monitorok nagyobb tűzerővel rendelkeztek, mint a szerbek, ezért a velük való küzdelemhez Oroszország augusztustól tengerészeti ágyúkat, vízi akadályokat és vízi aknákat küldött Szerbiának. Szeptember 8-án a zimonyi bázist evakuálta a Monarchia, mivel veszélyeztette egy szerb ellentámadás. A Bodrog és az Andor aknakereső Pancsova irányába hajtott végre elterelő hadműveletet
szeptember 19-én, hat nappal később pedig a Bodrog a Száva partján lőtt szerb állásokat Belgrád közelében.
Szeptember 28-án a Szamos monitorral találkozott Banovci közelében, majd másnap együtt lőtték Belgrád erődjét és felderítést végeztek Zimony irányába. Október 1-én a Bodrog felhajózott Budapestre, ahol szárazdokkba került két hétre. Innen október 15-én tért vissza a flottillához. Novemberre megérkeztek a franciák által küldött tüzérségi eszközök Belgrádhoz, melyek veszélyeztették a monitorok horgonyzóhelyét. November 12-én Ekl sorhajóhadnagyot Olaf Wulff sorhajóhadnagy váltotta a Bodrog parancsnokaként. A patthelyzet a frontszakaszon a következő hónapig állt fenn, mikor a szerbek kiürítették Belgrádot az osztrák-magyar offenzíva miatt. December 1-én a Bodrog az újonnan átadott Enns monitorral együtt támadta a visszavonuló szerb csapatokat. Kevesebb, mint két hét elteltével az osztrák-magyar csapatok visszavonultak Belgrádból, az oroszok és franciák által támogatott szerbek pedig visszafoglalták a várost. A Bodrog decemberig harcolt a szerbekkel és szövetségeseikkel, ekkor a támaszpontját az Újvidék melletti Péterváradra helyezték át a tél idejére.
A németek és az osztrák-magyarok a Dunán terveztek eljuttatni lőszerszállítmányokat az Oszmán Birodalomnak, és ehhez a Bodrog, az Álmos aknaszedő, a ’b’ jelzésű járőrhajó és két vontatóhajó 1914. december 24-én a Trinitas lőszerszállító gőzhajót kísérték Zimonyból Belgrádon át a Vaskapuig, a szerb-román határig. A konvoj sértetlenül hagyta el a Belgrádot övező erődítményrendszer gyűrűjét, de Szendrőhöz érve azt az információt kapták, hogy az oroszok aknamezőt telepítettek és akadályokat létesítettek közvetlen a Vaskapu után. A hajók heves tűz közepette visszafordultak és jelentősebb sérülések elszenvedése nélkül visszatértek Pancsovába. A Bodrog visszatért a támaszpontjára és a lőszerszállítmány őrzésére és a konvoj Péterváradra való visszakísérésére az Inn monitort küldték ki. 1915 januárjában brit tüzérség érkezett Belgrádba, tovább erősítve a város védelmét, és a Bodrog az év első napjait Zimonyban töltötte. Február 23-án Kosimus Böhm sorhajóhadnagy vette át a monitor parancsnokságát. Március 1-én
több más hajóval együtt, köztük a Körössel, át lett helyezve Péterváradra. A Gallipoli hadjárat kezdetével a törököknek küldött lőszerszállítmányok kritikus jelentőségűekké váltak, ezért újabb
szállítmányokat terveztek lehajózni a Dunán. Március 30-án a Bodrog és az Enns a Zimonyból induló Belgrad gőzhajót kísérte. A konvoj észrevétlenül túl tudott jutni Belgrádon a viharos éjszakának köszönhetően, de miután a monitorok visszafordultak, a Belgrad gőzös Vinča közelében aknára futott és miután heves tüzérségi tűzbe került, Ritopek közelében felrobbant. 1915. április 22-én egy Thesszalonikiből vasúton ideszállított járőrhajó a Dunai Flottilla zimonyi horgonyzóhelye ellen intézett támadást két torpedó kilövésével, de
találatot nem ért el.
1915 szeptemberében a központi hatalmak oldalán hadba lépett Bulgária, így Szerbia az osztrák-magyar, német és bolgár haderők nyomasztó túlerővel végrehajtott offenzívájával szembesült. Októberben az osztrák-magyar 3. hadsereg támadást intézett Belgrád ellen. A folyami flottilla egységeinek többsége részt vett a harcokban támogatva a Belgrád Erődítmény közelében és az Ada Ciganlija szigetnél végrehajtott folyamátkelést.

#### A romániai hadjárat
Belgrád október 11-ei bevétele és a folyóvizek aknáktól és más akadályoktól való megtisztításának megkezdése után a flottilla lehajózott a magyar-román határnál lévő Orsováig és itt kivárták, míg a Dunát aknamentesítik. 1915. október 30-től kezdődően számos lőszerszállító konvojt kísértek a Dunán a bulgáriai Lomig, ahol a lőszert vonatszerelvényekre pakolták át, majd vasúton az Oszmán Birodalomba szállították.
1915 novemberében a Bodrog és a többi monitor a bulgáriai Ruszcsuknál gyülekezett. A központi hatalmak tisztában voltak azzal, hogy Románia a hadba lépéséről egyeztet az antanttal, ezért a flottilla a Belene-csatornán védett bázist alakított ki, hogy védelmezni tudja a Bulgária és Románia közti 480 km hosszúságú határszakaszt a Dunán. 1915 folyamán a Bodrog két 3,7 cm-es lövegét leszerelték és helyettük egy 6,6 cm-es, 18-as kaliberhosszúságú löveget kapott, továbbá felszerelték három géppuskával.
A monitorok Ruszcsuknál állomásoztak, mikor Románia 1916. augusztus 27-én belépett a háborúba. A románok ekkor a Duna Ruszcsukkal szemben lévő Giurgiuból három improvizált torpedónaszáddal intéztek ellenük torpedótámadást. A kilőtt torpedók nem találták el a monitorokat, viszont egy üzemanyagszállító uszályt igen. Másnap a 2. monitor-divízió – melyhez a Bodrog is tartozott három másik monitorral együtt – azt a feladatot kapta, hogy támadja Giurgiut. A monitorok olajtározókat, lőszerraktárakat és a vasútállomást borították lángba, valamint több román uszályt elsüllyesztettek. A támadás alatt az 1. monitor-divízió ellátóhajókat kísért vissza a belenei horgonyzóhelyre. A Bodrog a társaival ezután útban vissza Belenéhez megsemmisítettek két román járőrhajót és improvizált aknarakót. A divízió ezt követően Belenétől keleti és nyugati irányba hajtott végre előretöréseket, melyek során Turnu Măgurele és Zimnicea településeket bombázták.
1916. október 2-án a Bodrog a Körössel közösen támadtak egy román pontonhidat a Dunán Orjohovónál és öt közvetlen találatot értek el rajta, amivel hozzájárultak a román támadó hadművelet (ún. Flămânda-offenzíva) kudarcához. Ezt követően August von Mackensen tábornagy alá tartozó 3. osztrák-magyar hadsereg átkelését biztosították Szvistovnál. A Bodrog a telet Turnu Severinben töltötte.

#### Alkalmazása a Fekete-tengeren
1917. február 21-én a Bodrog és a Körös őrhajókként Brăilába lettek rendelve. Március 1-én a Bodrog
elakadt a jégben Măcin közelében. 1918-ban Guido Taschler sorhajóhadnagy vette át a parancsnokságát. A tavaszi olvadással a Bodrogot a Körös, Szamos, Bosna monitorokkal és számos más hajóval a Duna deltájához küldték és innen kihajóztak a Fekete-tengerre, ahol a Flottenabteilung Wulff (Wulff flottadivízió) részeként Olav Wulff flottakapitány (Flottenkapitän) parancsnokolta őket miután április 12-én megérkeztek Odessza kikötőjébe. Július 15-én a Bosnával közösen Mikolajiv kikötőjébe hajóztak, majd augusztus 5-től a Bodrog Herszonban állomásozott. Szeptember 12-én visszatért Brăilába több más hajóval együtt.
A Bodrogot innen a Duna-delta közelében lévő Renibe irányították, hogy fedezze az osztrák-magyar csapatok visszavonulását, ide október 1-én érkezett meg. Ez után felhajózott a Dunán Ruszcsukig, ahova október 11-én érkezett meg, majd két nap múlva Giurgiuhoz érkezett. Október 14-én Lomba irányították tovább. A Bodrog volt az utolsó osztrák-magyar monitor, mely visszavonult Budapest irányába és egyedül neki nem sikerült hazatérnie, mivel 1918. október 31-én sűrű ködben homokzátonyra futott Vinča közelében. Később a szerb hadsereg zsákmánya lett.

### A két világháború között és a második világháborúban

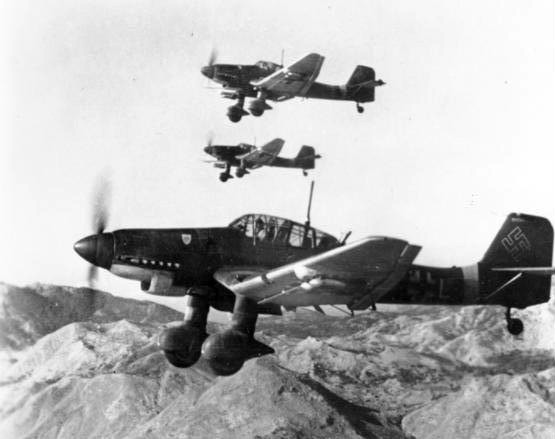
A Belgrádba való visszavonulás közben a Sava és a Vardar monitorokat több alkalommal támadták Junkers Ju 87 Stuka zuhanóbombázók

Az 1918 novemberi fegyverszünettől 1919 szeptemberéig a Bodrogon az újonnan megalakult Szerb-Horvát-Szlovén Királyság (SHS Királyság) tengerészei teljesítettek szolgálatot. Az 1919-es saint-germain-i békeszerződés rendelkezése szerint a Bodrog több más hadihajóval, köztük három másik folyami monitorral együtt az SHS-Királysághoz került, bár hivatalos átadásra az SHS haditengerészet részére nem került sor. A monitort 1920. április 15-ig átnevezték Savára. Testvérhajója, a Temes Romániához került és az Ardeal nevet kapta. 1925-26-ban a Savát átfegyverezték, de a következő év során az SHS Királyság négy folyami monitora közül egyszerre nem volt több aktív szolgálatban kettőnél. 1932-ben a brit haditengerészeti attasé azt jelentette, hogy a jugoszláv hajók kevés tüzérségi lőgyakorlatot végeznek és kevés hadgyakorlatot tartanak a csökkentett költségvetési keret miatt.
A Sava a dunadombói támaszponton tartózkodott 1941. április 6-án, mikor a tengelyhatalmak támadást indítottak Jugoszlávia ellen. Az 1. monitor-divízióhoz volt beosztva és a román határt biztosította a Dunán a 3. (Dunavska)
gyalogos hadosztály hadműveleti irányítása alatt. A parancsnoka S. Rojos volt Poručnik bojnog broda rangban, ami a korvettkapitányi rangnak feleltethető meg. Azon a napon a Sava és a Vardar a Luftwaffe több magányosan támadó gépét is visszaverték a bázisuknál horgonyozva. A következő három nap során a két monitor aknákat telepített a Dunán a román határszakasz közelében. Április 11-én vissza kényszerültek vonulni Dunadombóról Belgrád irányába. A visszavonulásuk közben többször is támadást intéztek ellenük Junkers Ju 87 Stuka zuhanóbombázók. A két monitor sértetlenül vészelte át ezeket és ki tudtak kötni a Duna és a Száva összefolyásánál Belgrád közelében 20:00 körül. Itt a Morava monitor csatlakozott hozzájuk. A monitorok parancsnokai megvitatták a kialakult helyzetet és úgy döntöttek, elsüllyesztik hajóikat, mivel a magas vízállás és az alacsony hidak nem tették lehetővé a szabad manőverezést számukra. A monitorok legénységét ezután két vontatóhajóra szállították át. Mikor az egyik vontatóhajó egy vasúti híd alatt haladt el, a hídra erősített robbanótöltetek véletlenszerűen felrobbantak és a hídszerkezet a vontatóra zuhant. A rajta tartózkodó 110 főből 95 életét veszítette a szerencsétlenségben.
A monitorok önelsüllyesztése után mintegy 450 tengerész gyűlt össze a Saváról és más hadihajókról Obrenovácban. A kézi fegyvereikkel és a hadihajókról leszerelt géppuskákkal felfegyverkezve az Adria déli részén lévő Kotori-öböl irányába indultak meg két csoportra válva. A kisebbik csoport elérte az öblöt, de a nagyobbik csak Szarajevóig jutott el április 24-ig, ahol megadta magát. A Kotori-öböl vidékét, ahova a kisebbik csoport megérkezett, április 17-én az olasz XVII. hadtest foglalta el.
A Savát a horvát haditengerészet kiemelte, és a Bosnára átkeresztelt Morava monitorral együtt állította szolgálatba. Hat elfogott motorcsónakkal és tíz segédhajóval együtt képezték Horvátország folyami rendőri erejét.
A Sava a Folyami Flottilla Parancsnokság 1. őrjárcsoportjához tartozott, melynek bázisa Zimonyban volt.
A legénysége 1944. szeptember 8-án éjszaka Slavonski Brod mellett elsüllyesztette és átállt a jugoszláv partizánokhoz.

### Háború utáni időszaka

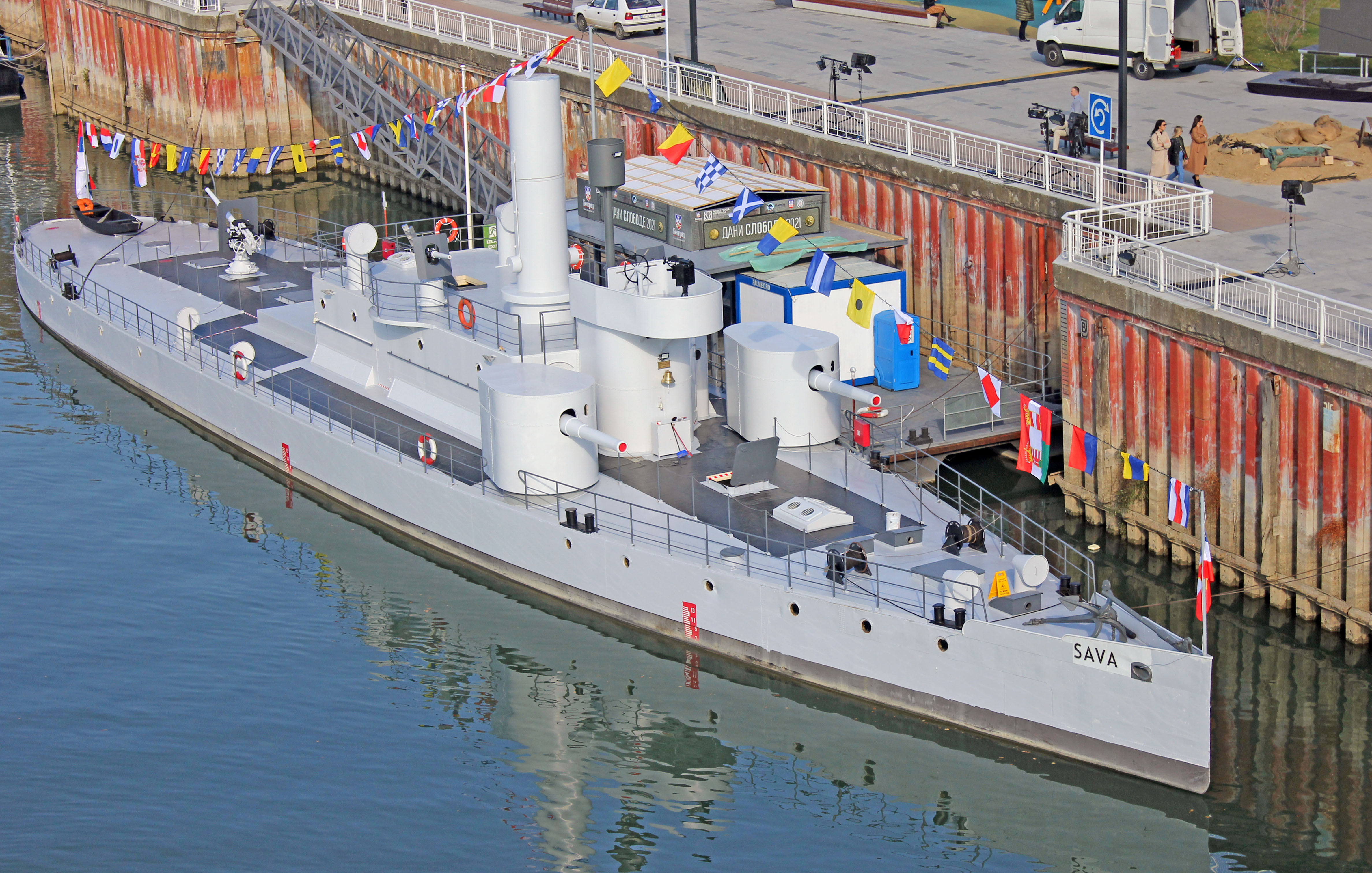
A Sava a restaurálását követően 2021 novemberében

A Savát a második világháború után ismét kiemelték és helyrehozták. A fegyverzetét ezután két 105 mm-es ágyú, három 40 mm-es, forgótalpakon elhelyezett löveg és hat 20 mm-es gépágyú alkotta. A Jugoszláv Haditengerészet kötelékében szolgált 1952 és 1962 között. Ezután egy állami tulajdonban lévő céghez került, amit Jugoszlávia felbomlása után privatizáltak. 2005-ben a szerb kormányzat korlátolt mértékű örökségvédelem alá helyezte, miután állampolgári kezdeményezés indult úszó múzeumként való megőrzésére. 2014-ig keveset tettek az eddig kavicsszállító uszályként alkalmazott hajó restaurálására, de 2015 decemberében a szerb védelmi minisztérium és a Belgrádi Katonai Múzeum szerezte meg, mely intézmény tervbe vette a hadihajóként teljes restaurálását. Az egykori Bodrog egyike annak a máig fennmaradt két osztrák-magyar monitornak, melyek részt vettek az első világháborúban. A másik a Leitha, egy jóval régebbi építésű monitor, mely a magyar parlament előtt horgonyoz a Dunán 2014 óta. 2019 elejére a Savát is helyreállították. A Száva folyó partján horgonyoz Belgrádban, ahol 2021 novemberében úszó múzeumként avatták fel.

## Fordítás
- Ez a szócikk részben vagy egészben  a   Yugoslav monitor Sava című angol Wikipédia-szócikk ezen változatának fordításán alapul.  Az eredeti cikk szerkesztőit annak laptörténete sorolja fel. Ez a jelzés csupán a megfogalmazás eredetét és a szerzői jogokat jelzi, nem szolgál a cikkben szereplő információk forrásmegjelöléseként.

### Könyvek és újságok
- Conway's All the World's Fighting Ships, 1922–1946. London: Conway Maritime Press (1980). ISBN 978-0-85177-146-5
- Deák, István. Beyond Nationalism: A Social and Political History of the Habsburg Officer Corps, 1848–1918. New York: Oxford University Press (1990). ISBN 978-0-19-992328-1

- The Illustrated Encyclopedia of 20th Century Weapons and Warfare. New York: Columbia House (1977). OCLC 732716343

- Conway's All the World's Fighting Ships, 1906–1921. London: Conway Maritime Press (1985). ISBN 978-0-85177-245-5

- Conway's All the World's Fighting Ships, 1947–1982. Annapolis, Maryland: Naval Institute Press (1983). ISBN 978-0-87021-919-1

- Greger, René. Austro-Hungarian Warships of World War I. London: Allan (1976). ISBN 978-0-7110-0623-2

- Halpern, Paul G.. A Naval History of World War I. Annapolis, Maryland: Naval Institute Press (2012). ISBN 978-0-87021-266-6

- Jane's Information Group. Jane's Fighting Ships of World War II. London: Studio Editions (1989). ISBN 978-1-85170-194-0

- Yugoslavia Political Diaries 1918–1965. Slough, Berkshire: Archives Edition (1997a). ISBN 978-1-85207-950-5

- Yugoslavia Political Diaries 1918–1965. Slough, Berkshire: Archives Edition (1997b). ISBN 978-1-85207-950-5

- Mombauer, Annika. Helmuth von Moltke and the Origins of the First World War. Cambridge; New York: Cambridge University Press (2001). ISBN 978-0-521-79101-4

- Die K.u.K. Donauflottille 1870–1918 (német nyelven). Graz, Austria: H. Weishaupt Verlag (1989). ISBN 978-3-900310-45-5

- Air War for Yugoslavia, Greece, and Crete, 1940–41. London: Grub Street (1987). ISBN 978-0-948817-07-6

- Terzić, Velimir. Slom Kraljevine Jugoslavije 1941: Uzroci i posledice poraza (szerbhorvát nyelven). Belgrade, Yugoslavia: Narodna knjiga (1982). OCLC 10276738

- Naval Records Club (1965). „The Independent Croatian Navy”. Warship International, Rutland, Massachusetts 2, Kiadó: International Naval Research Organization. ISSN 0043-0374.

- Csonkaréti Károly – Benczúr László: Haditengerészek és folyamőrök a Dunán 1870–1945 (Zrínyi, 1991) ISBN 963-327-1533
- Hajóregiszter.hu

### Internetes források
- „Europe's Oldest River Battleship Inaugurated as a Museum at Parliament Pier”, 2014. augusztus 15.

- Jakšić, Pavle. „Ratni brod "Bodrog" – Svetska kulturna baština u Srbiji istrgnuta od zaborava”, 2019. április 3.. [2020. augusztus 12-i dátummal az eredetiből archiválva] (Hozzáférés: 2022. október 12.) (szerb nyelvű)

- Keys, David. „Church to mark centenary of the start of WWI”, The Independent , 2014. július 27.. [2017. szeptember 8-i dátummal az eredetiből archiválva] (Hozzáférés: 2015. június 28.)

- „New life for "Sava" ship”, 2015. december 11.

- Niehorster, Dr. Leo: Balkan Operations Order of Battle Royal Yugoslavian Navy River Flotilla 6th April 1941. Dr. Leo Niehorster, 2013a. (Hozzáférés: 2015. május 14.)

- Niehorster, Dr. Leo: Royal Yugoslav Armed Forces Ranks. Dr. Leo Niehorster, 2013b. (Hozzáférés: 2015. május 14.)

- Niehorster, Dr. Leo: Armed Forces of the Independent State of Croatia – Order of Battle Croatian Navy 1st July 1941. Dr. Leo Niehorster, 2013c. (Hozzáférés: 2015. március 11.)

- Vasovic, Aleksandar: Serbia restores warship that fired first shots of World War One. Reuters, 2021. november 12. (Hozzáférés: 2021. november 13.)

- „Warship that fired first shots of WWI now a gravel barge in Serbia”, The San Diego Union-Tribune , 2014. április 14.. [2018. július 29-i dátummal az eredetiből archiválva] (Hozzáférés: 2022. október 12.)

- Zarić, Slađana. „[https://web.archive.org/web/20140427211526/http://www.rts.rs/page/stories/sr/%D0%92%D0%B5%D0%BB%D0%B8%D0%BA%D0%B8+%D1%80%D0%B0%D1%82/story/2216/Srbija+u+Velikom+ratu/1582549/A%C5%BEdaje+koje+su+ru%C5%A1ile+Beograd.html Aždaje koje su

rušile Beograd]”, [[Radio Television
of Serbia]], 2014. április 27.. [2014. április 27-i dátummal az eredetiből archiválva] (szerb nyelvű) 
- Monitors of the Danube Flotilla, 1870-1918 (angol nyelven). cityofart.net. (Hozzáférés: 2010. július 18.)

- Dunaflottila (magyar nyelven). K.u.K. kriegsmarine. [2010. január 4-i dátummal az eredetiből archiválva]. (Hozzáférés: 2010. október 27.)